# 黎大煒
黎大煒（英語：David Lai，1952年10月—），香港電影導演，前麗的電視監製。他和知名導演劉鎮偉是好朋友。

## 背景
黎大煒中學畢業後加入麗的電視工作，1977年參與劇集《大丈夫》演出兼任助理編導，同升任編導，1980年再升為監製。他鑑於當時電視台出現人事變動，加上感到厭倦，於是順應製作人員離職的情況，於1981年6月遞上辭職信。1981年10月離開麗的電視後，與劉鎮偉及元奎成立影藝創庫電影有限公司，首次執導電影《靚妹仔》。1983年除了憑該片創下1000多萬元的票房紀錄，亦獲提名第2屆香港電影金像獎最佳導演。同期又與麥當雄合作，為其製作公司執導電影，並開始計劃兼顧幕前演出。但由於不喜歡演戲，所以只會以客串形式亮相。一向以創作多元化見稱的他，1987年5月獲製片經理陳佩華賞識，經嘉禾電影公司轉介下與陳氏接觸，繼而加入洪金寶成立之寶禾電影公司擔任製作控制策劃主任，於1991年成為劉德華旗下天幕製作董事，拍攝製作之電影更趨創新，而在畫面營造與攝影技巧上都極之豐富，可能與他早期曾任攝影有關，黎大煒可說是多面體的電影創作人。2006年，黎大煒擔任美國、英國及德國聯合製作的動作片《生死格鬥》的執行監製後，逐漸淡出影圈，移民加拿大長居。

## 個人生活
黎大煒於1978年11月17日結婚，妻子鄭婉琴是已故粵劇名伶林家聲的小姨和麗的電視編導，後轉當美容師。2人婚後育有子嗣，兒子於1979年出生，女兒則於1984年出生。

## 影視作品

### 電視劇（麗的電視）

#### 演員
- 1977年：大丈夫

#### 助理編導
- 1976年：大家姐、十大刺客
- 1977年：大丈夫

#### 編導
- 1977年：大丈夫、大家姐與大狂魔
- 1978年：鱷魚淚、新大丈夫
- 1979年：奇女子、天蠶變、天龍訣
- 1980年：浮生六劫、湖海爭霸錄、人在江湖

#### 監製
- 1980年：風塵淚、彩雲深處
- 1981年：浴血太平山、再會太平山、天使危機、伏虎

### 電影

#### 導演
- 1982年：靚妹仔
- 1982年：殺入愛情街
- 1983年：猛鬼出籠
- 1983年：狂情
- 1984年：艷鬼發狂
- 1986年：鬼馬朱唇
- 1986年：午夜麗人
- 1987年：肝膽相照
- 1987年：鬼新娘
- 1988年：盡訴心中情
- 1989年：飈城
- 1989年：富貴開心鬼
- 1991年：九一神鵰俠侶
- 1992年：九二神鵰之痴心情長劍
- 1992年：蠍子戰士
- 1993年：赤裸狂奔
- 1994年：天與地
- 1997年：麻雀飛龍
- 1998年：超時空要愛

#### 編劇
- 1983年：生死決
- 1987年：肝膽相照

#### 監製
- 1991年：九一神鵰俠侶
- 1992年：機Boy小子之真假威龍
- 1993年：赤裸狂奔
- 1994年：天與地
- 1996年：1/2次同床
- 2006年：生死格鬥（執行監製）

#### 副導演
- 1991年：五億探長雷洛傳（動作導演）
- 1991年：五億探長雷洛傳II之父子情仇（動作導演）
- 2002年：夕陽天使（第二組導演）

#### 出品
- 1993年：天長地久

#### 策劃
- 1987年：畫中仙
- 1990年：亂世兒女
- 1990年：皇家女將
- 1991年：衛斯理之霸王卸甲
- 1993年：方世玉續集
- 1997年：黑玫瑰之義結金蘭
- 1998年：渾身是膽

#### 演員
*以下列表只記錄黎大煒客串演出的電影作品，若有遺漏，請協助補充相關資料。
- 1987年：肝膽相照 飾 港聞記者[19]
- 1993年：赤裸狂奔 飾 David